# Jean-Pierre Petit
Jean-Pierre Petit (Francia, Choisy-le-Roi; 5 de abril de 1937) es un astrofísico y divulgador científico francés.

## Educación
En 1961, obtuvo su título de Ingeniero en la escuela SUPAERO (por sus siglas en francés). Petit defendió su tesis doctoral, aplicaciones de la teoría cinética de los gases a la física de los plasmas y la dinámica de las galaxias, en la Universidad de Provenza en 1972.

## Trayectoria profesional
Trabajó en misiles balísticos intercontinentales franceses diseñados para ser lanzados desde submarinos. Desde 1965 trabajó en el Instituto de Mecánica de Fluidos (IMFM) del CNRS en Marsella y se ocupó de magnetohidrodinámica experimental (MHD), incluida la aceleración y el control del flujo aerodinámico (evitación de ondas de choque) para aeronaves y generación de energía (generadores MHD). En 1974 se volcó en la astrofísica en el Observatorio de Marsella, pero continuó con la investigación de ingeniería en MHD hasta la década de 1980. De 1977 a 1983 fue codirector del centro de informática de la Universidad de Provence Aix-Marseille I. En 2003 se retiró del CNRS.[cita requerida]
En cosmología, Petit desarrolló una teoría biométrica de la gravitación en la que se acoplan ecuaciones de campo para masas positivas y negativas (para masas positivas se reducen a las ecuaciones de campo de la relatividad general). El modelo detrás de sus ecuaciones son dos universos gemelos con líneas de tiempo opuestas y que se originan en una singularidad común, interactuando gravitacionalmente y conectados a través de la simetría CPT. Un modelo similar ya fue investigado por Andréi Sájarov (y modelos biométricos por Nathan Rosen en la década de 1940). Según Petit, las partículas con masas de signo opuesto se repelen y se atraen con el mismo signo, lo que según él resuelve el problema de la fuga, que suele citarse como principal argumento contra las masas negativas (Hermann Bondi 1957). Sus teorías también predicen una variación de las constantes naturales fundamentales. Él ve esto como una explicación para la expansión acelerada del universo. Sin embargo, su modelo de Janus encontró poca respuesta y fue fuertemente criticado por el conocido astrofísico francés Thibault Damour (física y matemáticamente incoherente o contradictorio). Según Damour, la causa es, en última instancia, que dos identidades de Bianchi con leyes de conservación asociadas se derivan de las ecuaciones de campo de Petit (cada una para materia de masa positiva y negativa).
Petit trabajó en topología junto a Bernard Morin en el toro y la eversión de la esfera en 1978.

### Divulgación científica
Desde 1979 ha publicado, en Éditions Belin, una serie de cómics científicos populares, en total 18 títulos en francés que constituyen la serie "Les aventures d'Anselme Lanturlu". Esta serie ha sido traducida a varios idiomas, entre ellos
- inglés: The Adventures of Archibald Higgins (2 ediciones en inglés y estadounidense)
- alemán: Las aventuras de Anselm Wüßtegern
- finlandés: Anselmi Veikkonen seikkailee
- italiano: Le aventure di Anselmo[13]
- portugués: As aventuras de Anselmo Curioso
- ruso: приключения Ансельмa Ансельмa Ансельмa Лантюрлю[14]
- polaco: Przygody Anzelma Roztropka
- esperanto: La aventuroj de Anselmo Lanturlup publicado por Monda Asembleo Socia ( ISBN 978-2369600350 )
- japonés (2 álbumes)
- persa (el álbum Tout est relatif con el traje de Sophie rediseñado como en la edición americana).

Desde 2005, la serie completa se distribuye gratuitamente en el sitio web de la asociación Savoir Sans Frontières, de la que J. P. Petit es presidente y cuyo objetivo, entre otros, es traducir estos álbumes al mayor número de idiomas posible.

## Controversias
Según Conspiracy Watch, Jean-Pierre Petit apoya una teoría conspirativa sobre los atentados del 11 de septiembre de 2001 contra El Pentágono, encontrando sorprendente, como ingeniero aeronáutico, que un Boeing lleno de combustible pudiera entrar por una ventana de la fachada sin explotar ni quemar el césped. También habría sido el primero en Francia en difundir una teoría de la conspiración sobre el tsunami del 26 de diciembre de 2004, considerando posible que fuera provocado indirectamente por los Estados Unidos.

### Ufología y caso Ummo
Favorable a la hipótesis extraterrestre de los ovnis publicó, desde la década de 1990, varios libros dedicados a la ufología, en particular al caso Ummo, que estudiaba desde 1974 y que sería reconocido como un fraude por su propio autor en 1992. Petit dijo en 2018 que experimentó contactos personales con entidades no identificadas que pueden o no estar relacionadas con el caso Ummo, pero que cree que son extraterrestres. En 2021, afirmó que se detectaron ovnis en el Vaucluse, cuando eran aviones de combate.

## Publicaciones

### Libros
- Kenneth Appel (1980). «Le retournement de la sphère de Jean-Pierre Petit et Bernard Morin». Les progrès des mathématiques (en francés). París: Pour la science Diffusion, Libr. Belin. pp. 32-45. ISBN 2-902918-14-3.
- Enquête sur les OVNI: voyage aux frontières de la science (en francés). París: Éditions Albin Michel. 1990. ISBN 2-226-04120-6.
- Enquête sur des extra-terrestres qui sont déjà parmi nous: le mystères des Ummites. L'Aventure mystérieuse (en francés). París: Éd. J'ai lu. 1993. ISBN 2-277-23438-9.
- Le mystère des Ummites: une science venue d'une autre planète (en francés). París: Éditions Albin Michel. 1995. ISBN 2-226-07845-2.
- Les Enfants du diable: la guerre que nous préparent les scientifiques (en francés). París: Éditions Albin Michel. 1995. ISBN 2-226-07632-8.
- On a perdu la moitié de l'univers (en francés). París: Hachette Littératures. 2001. ISBN 2-01-278935-8.
- L'année du contact: d'autres intelligences sont-elles à l'œuvre dans l'Univers? (en francés). París: Éditions Albin Michel. 2004. ISBN 2-226-15136-2.
- Ovnis et armes secrètes américaines: l'extraordinaire témoignage d'un scientifique (en francés). París: Librairie générale française. 2005. ISBN 2-253-11494-4.
- Jean-Claude Bourret; Jean-Pierre Petit (2017). OVNI, l'extraordinaire découverte (en francés). París: Guy Trédaniel. ISBN 978-2-8132-1390-7.
- Jean-Claude Bourret; Jean-Pierre Petit (2018). Contacts cosmiques: jusqu'où peut-on penser trop loin? (en francés). París: Guy Trédaniel. ISBN 978-2-8132-1811-7.

### Cómics
- Jean-Pierre Lévy (texto); Jean-Pierre Petit (ilustraciones) (2011). La Bible en bande dessinée (version non censurée) (en francés). París: Éditions Tatamis. ISBN 978-2-917617-17-5.
- Jean-Pierre Lévy (texto); Jean-Pierre Petit (ilustraciones) (2020). Jésus de Nazareth (en francés). París: A&H. ISBN 979-10-95857-74-7.
- Jean-Claude Bourret (texto); Jean-Pierre Petit (texto e ilustraciones) (septiembre de 2020). Métaphysicon: Nous avons une âme, qui survit après notre mort. Cela se démontre scientifiquement. (en francés). París: Éditions Trédaniel. ISBN 978-2-8132-2328-9.
- Jean-Claude Bourret (texto); Jean-Pierre Petit (texto e ilustraciones) (mayo de 2022). Recherche scientifique: Un naufrage mondial (en francés). París: Éditions Trédaniel. ISBN 978-2-8132-2529-0.